# Charles Lambert de Sainte-Croix
Pour les articles homonymes, voir Lambert et Sainte-Croix.
Charles Lambert de Sainte-Croix est un homme politique français né le 12 novembre 1827 à Paris et décédé le 27 octobre 1889 à Saint-Émilion.

## Biographie
Fils d'un  notaire parisien, il fait ses études de droit à Paris et préside la Conférence Molé. Libéral, il collabore à des journaux opposés à l'Empire. En 1871, il est élu représentant de l'Aude et siège au centre droit, chez les orléanistes. En 1876, il est élu sénateur de l'Aude, après avoir sans succès, tenté de devenir sénateur inamovible. Battu aux sénatoriales de 1885, il se fait alors élire député des Landes d'octobre à décembre 1885, mais son élection est invalidée en 1886 et il est battu lors des élections partielles.
Il est inhumé au cimetière du Père-Lachaise (49e division).